# Véloroute de la vallée de la Somme
La véloroute de la vallée de la Somme ou véloroute de la Somme est un aménagement cyclable long de 160 km situé en France qui longe le canal de la Somme dans le département de la Somme.
Elle fait partie de la véloroute de la Somme à la Marne V30, qui traverse les départements de la Somme, l'Aisne et la Marne.

## Parcours
La piste suit  le tracé du canal de la Somme et ne s’en écarte quelque peu que sur certains tronçons sur routes secondaires.
Entre Corbie et Amiens, elle emprunte le même tracé que la Véloroute de la Mémoire n°32.

## Équipements
De Saint-Valéry-sur-Somme à Cerisy, la véloroute est établie sur le chemin de halage du canal de la Somme. Il s'agit pour l'essentiel d'une voie verte en site propre de 3 m de large en revêtement stabilisé en majorité avec quelques tronçons asphaltés, 
sur une distance de 97 km, comprenant également quelques courts passages en voie partagée avec les voitures, la traversée d’Abbeville étant en cours d’aménagement en 2019-2020.
Un fléchage indique à chaque croisement avec un axe routier les distances jusqu'aux agglomérations suivantes et des panneaux indiquant les sites touristiques avec cartes de la zone environnante et propositions de parcours en boucle. Des panneaux d'informations historiques et culturelles sont placés le long du parcours à chaque localité traversée.
En amont de Cerisy jusqu’à Péronne, la véloroute alterne des parties sur routes secondaires et sur chemin de halage, l’aménagement de quelques tronçons étant programmé en 2019 et 2020.
En amont de Péronne, la véloroute se poursuit sur le chemin de halage du canal de la Somme qui se confond avec le canal du Nord puis sur routes secondaires jusqu’à Ham où le balisage se termine.
Des bancs sont présents sur le parcours et de nombreuses aires de pique-nique sont aménagées le long de la véloroute.

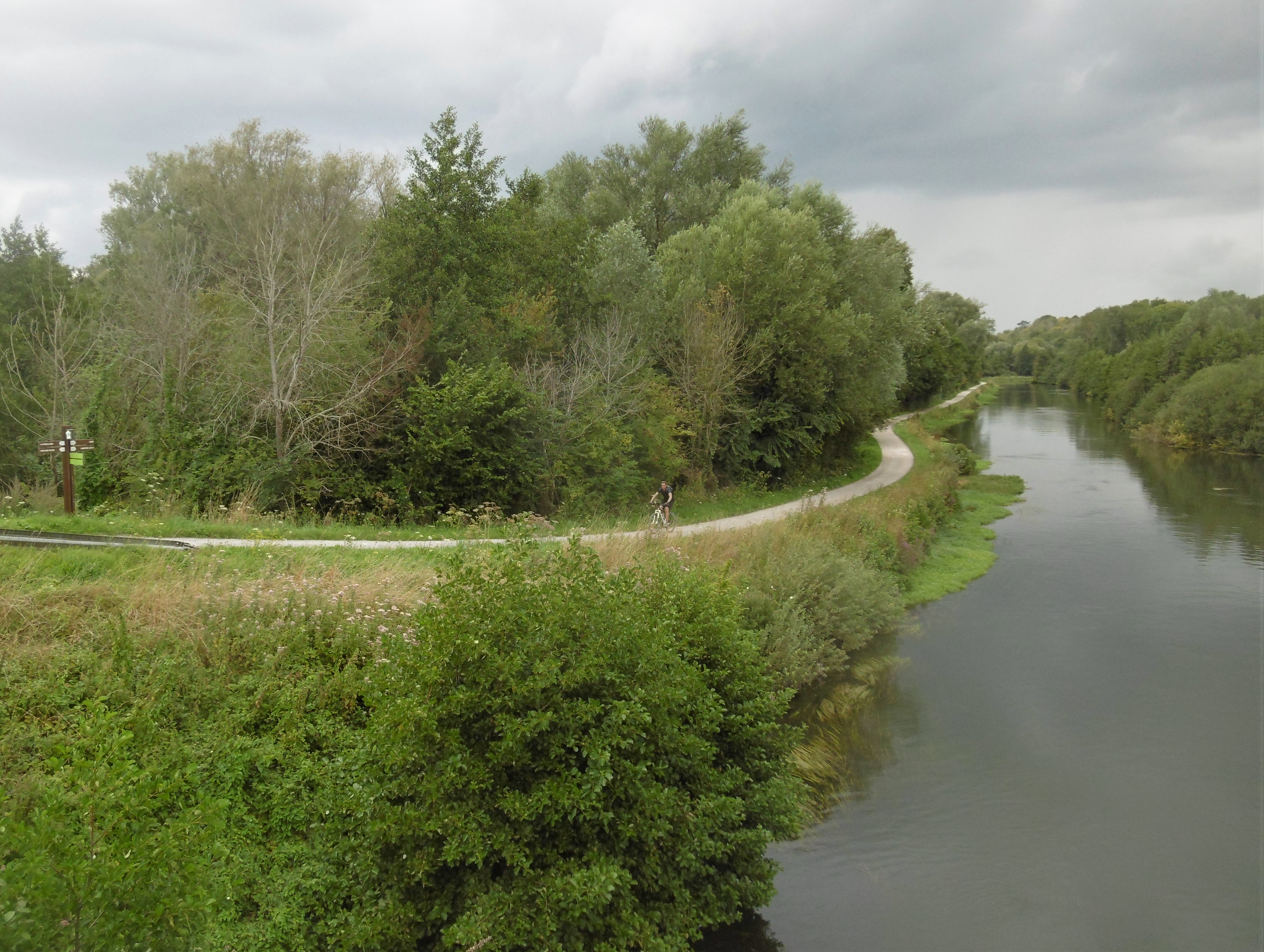
La véloroute à Condé-Folie.
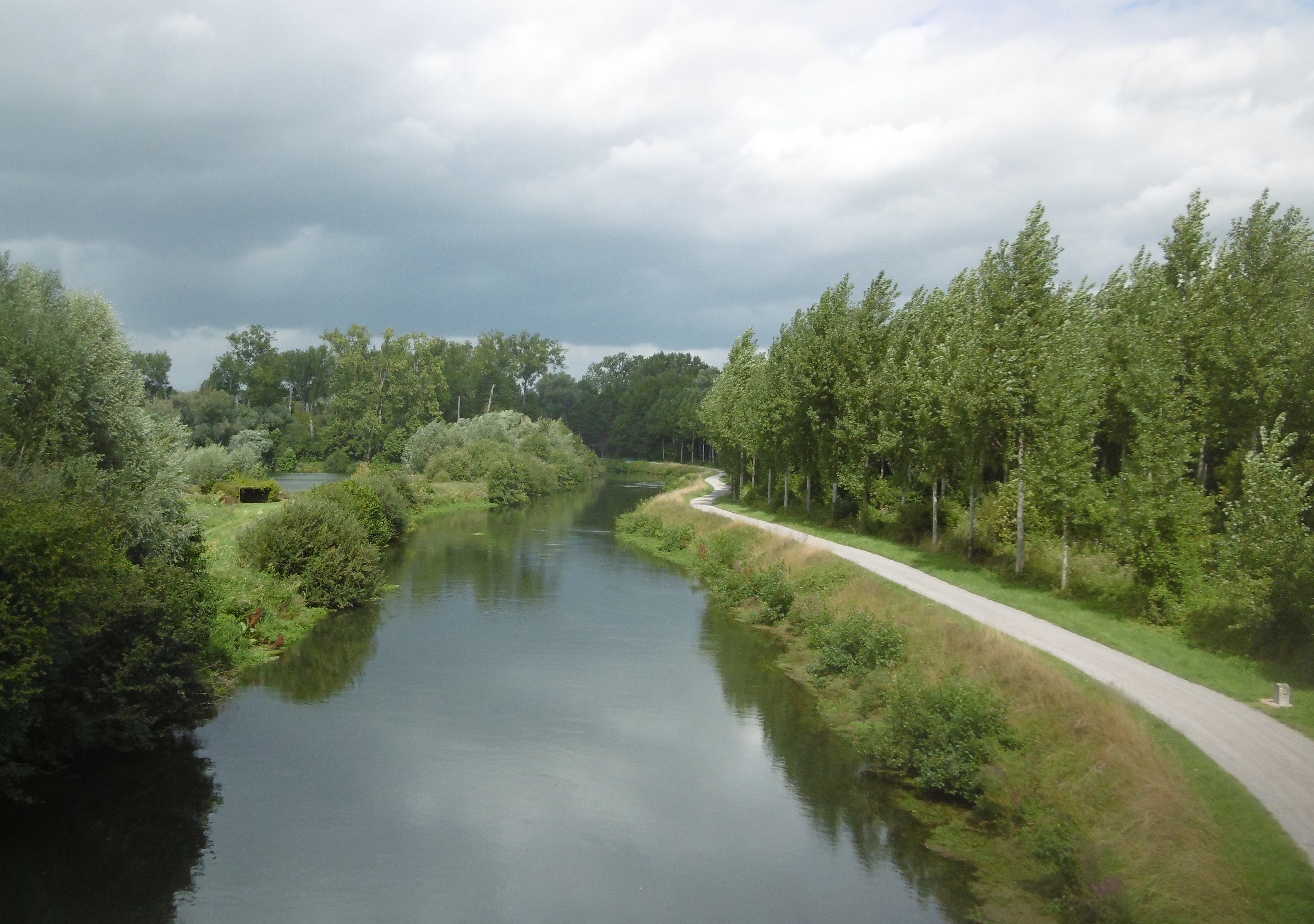
La véloroute à Flixecourt.
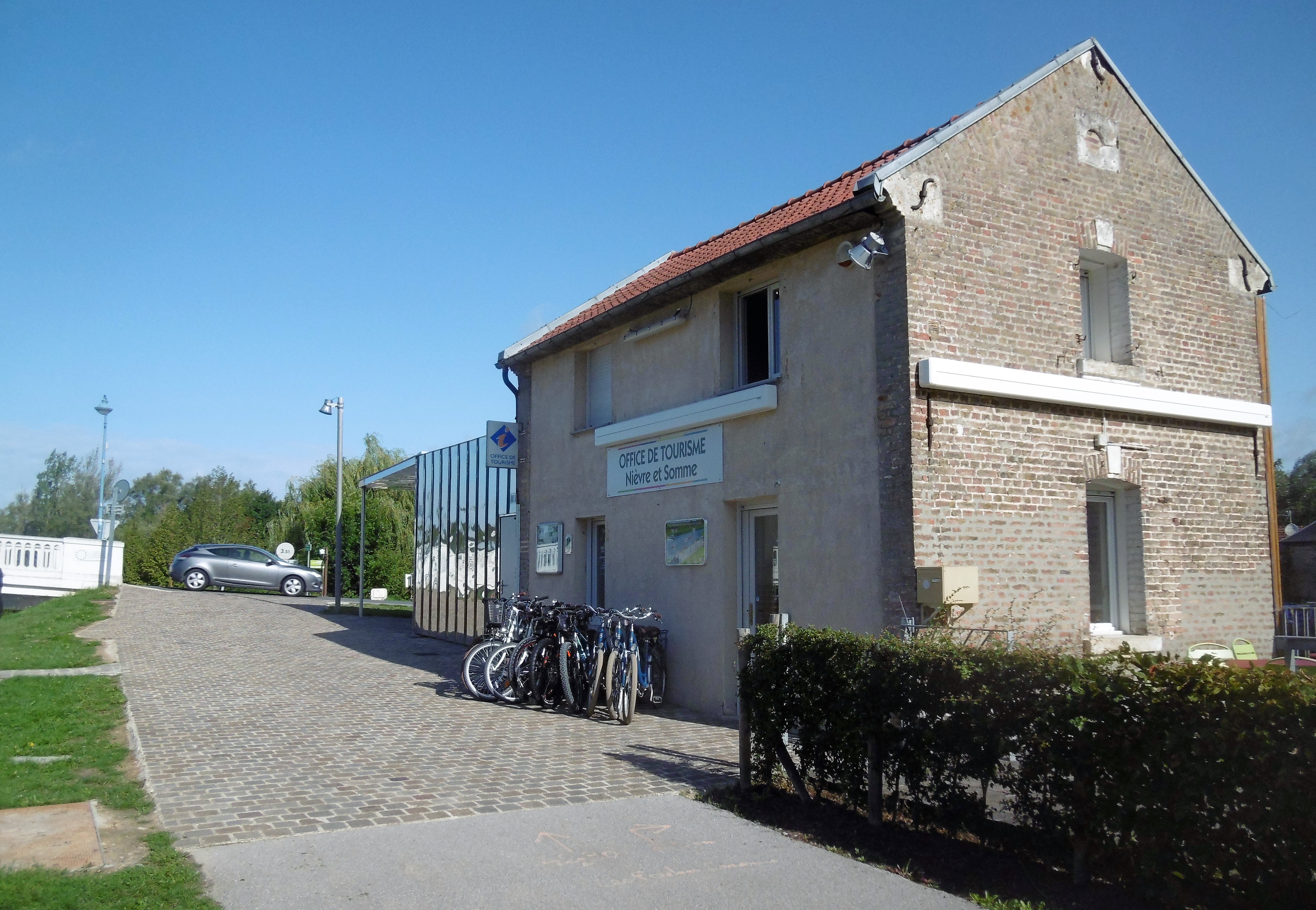
Ailly-sur-Somme, office de tourisme et location de vélos.
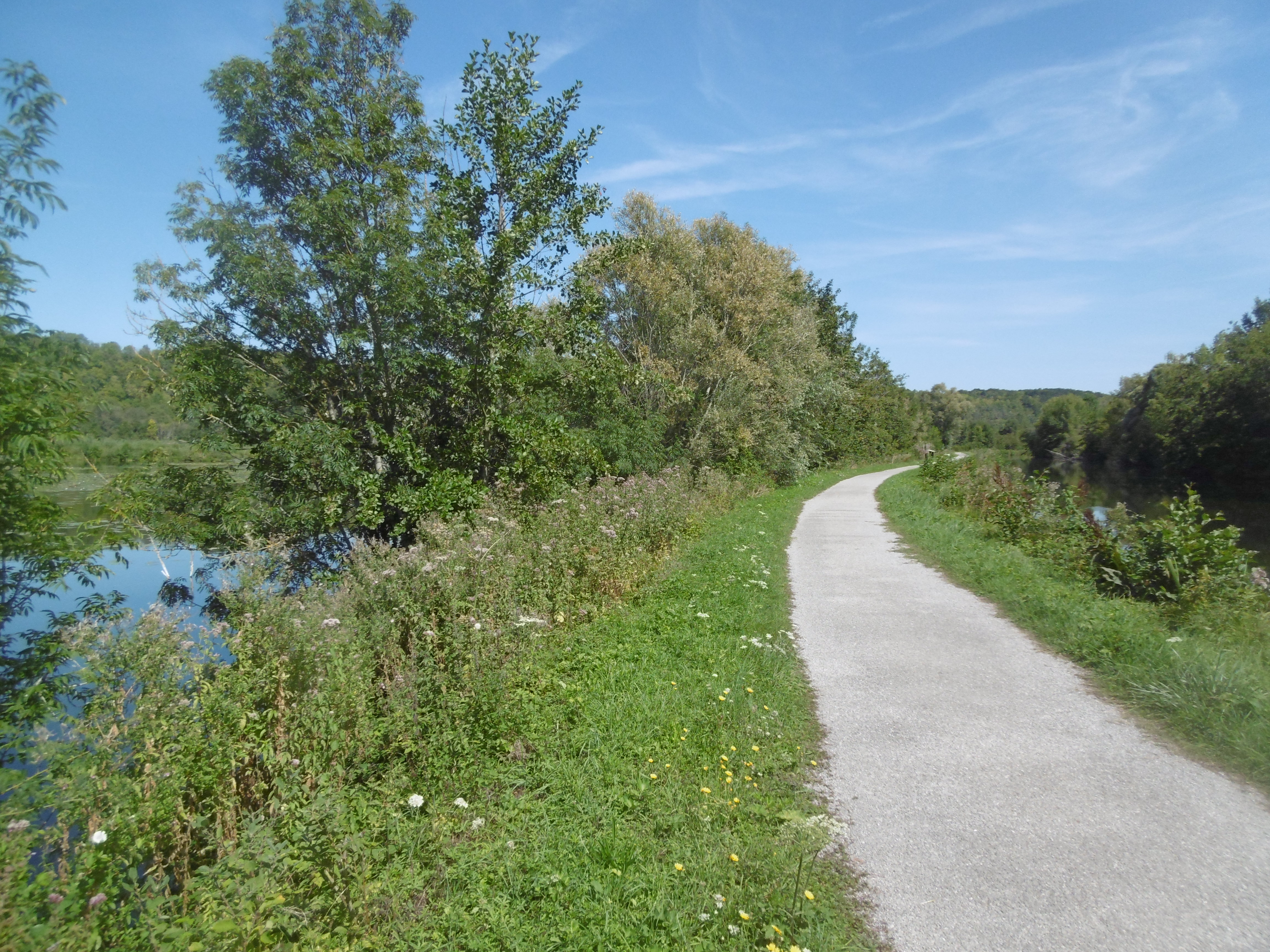
Véloroute entre Vaux-sur-Somme et Corbie.
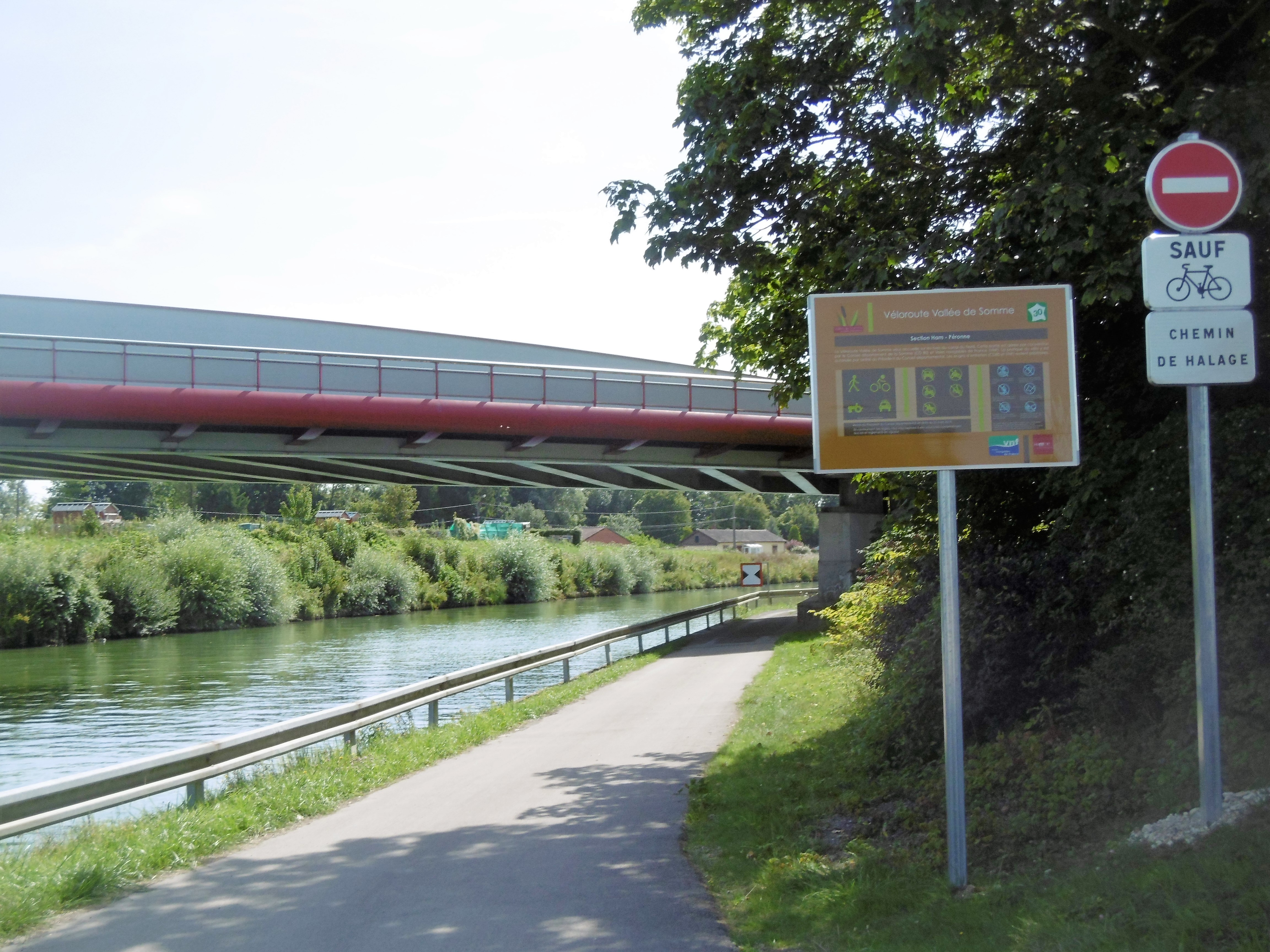
Péronne, canal du Nord vers Ham, rive ouverte aux vélos par convention entre VNF et le département de la Somme.